# Национальный парк Лопе
Национальный парк Лопе (фр. Lopé) — национальный парк в центральном Габоне. Это была первая охраняемая территория в Габоне, он был создан в 1946 году. В 2007 году Лопе был добавлен в список Всемирного наследия ЮНЕСКО. Площадь парка насчитывает 4910 км². Растительность представлена тропическими лесами, на севере находится саванна. В парке есть небольшая научно-исследовательская станция. Там существует инфраструктура для обслуживания туристов.